# مارکو برگامو
مارکو برگامو (ایتالیایی: Marco Bergamo؛ زادهٔ ۱۲ آوریل ۱۹۶۴) دوچرخه‌سوار اهل ایتالیا است. وی در مسابقات تور دو فرانس و جیرو دیتالیا شرکت کرده است.